# Nowokuźnieck

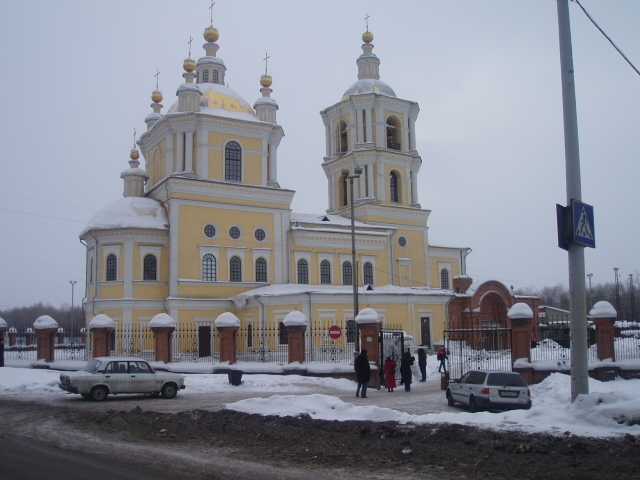
Cerkiew w Nowokuźniecku

Nowokuźnieck (ros. Новокузнецк, szor. Aba-Tura, chak. Aba-Tura, ałt. Aba-Tura) – miasto w azjatyckiej części Federacji Rosyjskiej, w obwodzie kemerowskim, nad Tomem (dopływ Obu).

## Historia
Osada założona została w 1618 roku, pod nazwą Kuźniecki Ostrog, od 1622 Kuźnieck. W 1929 powstała nowa osada Sad-gorod (czyli Miasto ogród), w 1931 przemianowana na Nowokuźnieck. W 1932 roku zmiana nazwy miasta na Stalinsk. W 1939 r. utworzenie miasta Stalinsk-Kuźnieck, następnie przemianowanego na Stalinsk. Od 1961 roku Nowokuźnieck. Gwarowo mówi się Kuźnia.
Szybki rozwój miasta nastąpił w latach trzydziestych XX wieku, w związku z uruchomieniem wielkiej huty żelaza.
Obecnie miasto jest ważnym ośrodkiem przemysłowym, kulturalnym (muzea, teatry) i naukowym (2 szkoły wyższe). Miasto posiada dobrze rozwinięty przemysł hutniczy (żelaza i aluminium), metalowy, maszynowy, chemiczny i wydobywczy (eksploatacja węgla kamiennego).
W Stalińsku urodziła się 24 października 1945 Bogusława Blajfer – polska działaczka opozycji demokratycznej w PRL.

## Demografia
| Rok  | Liczba ludności |
| ---- | --------------- |
| 1940 | 179 100         |
| 1956 | 347 000         |
| 2000 | 561 600         |
| 2015 | 550 127         |
| 2020 | 549 103         |

## Gospodarka
W mieście rozwinął się przemysł maszynowy, chemiczny, materiałów budowlanych oraz hutniczy.

## Transport
W mieście działa komunikacja tramwajowa i trolejbusowa oraz port lotniczy Nowokuźnieck.
Funkcjonuje transport kolejowy zarówno towarowy, jak i pasażerski, stacja Nowokuźnieck – podróż kolejową z Nowokuźniecka do Moskwy trwa w zaokrągleniu 4 dni.

## Sport
- Mietałłurg Nowokuźnieck – klub hokejowy
  -  Z tym tematem związana jest kategoria: Hokeiści Mietałłurga Nowokuźnieck.
- Mietałłurg-Kuzbass Nowokuźnieck – klub piłkarski

## Miasta partnerskie
- Banbury
- Niżny Tagił
- Pittsburgh
- Zaporoże

## Galeria

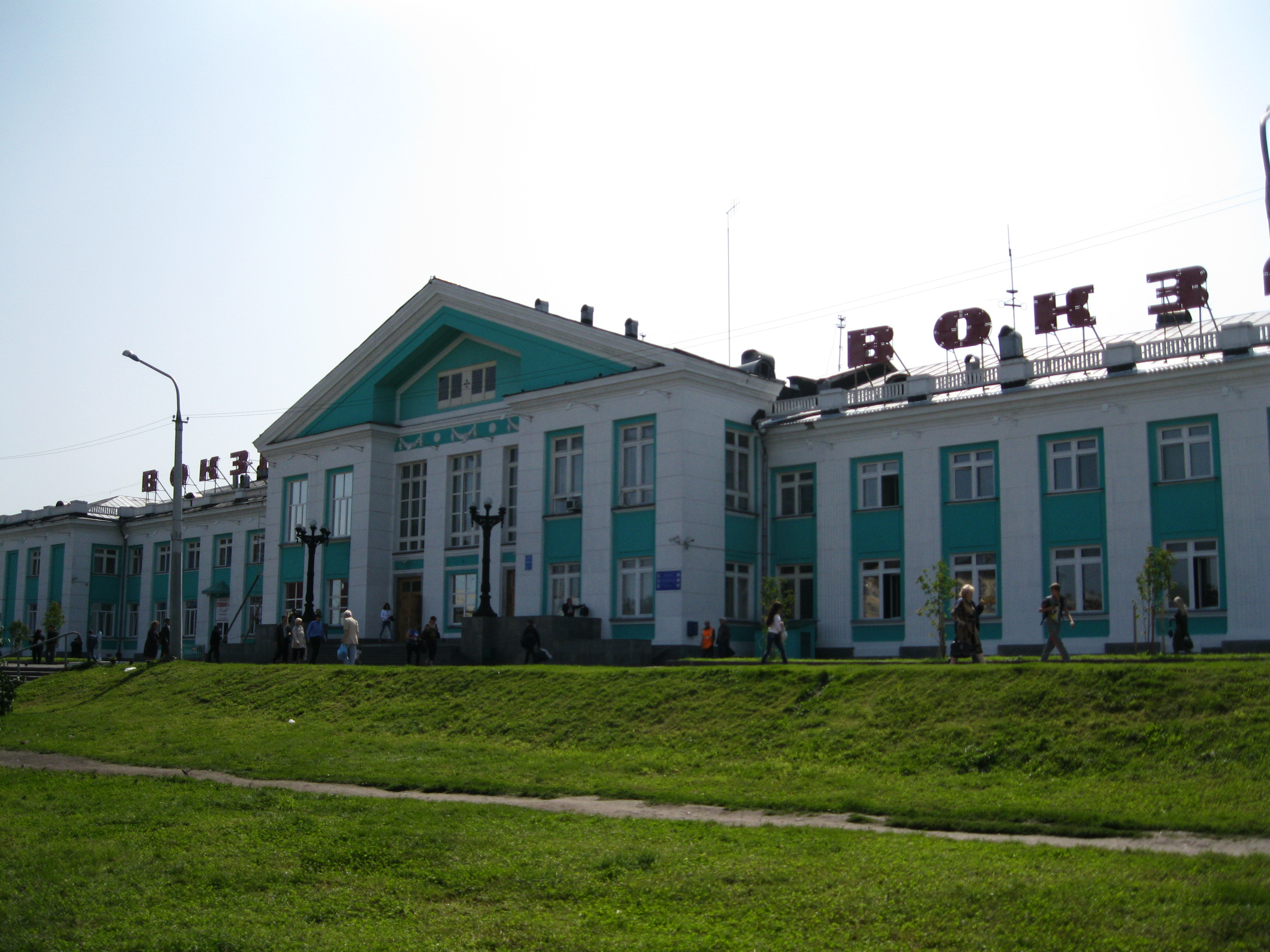
Stacja kolejowa
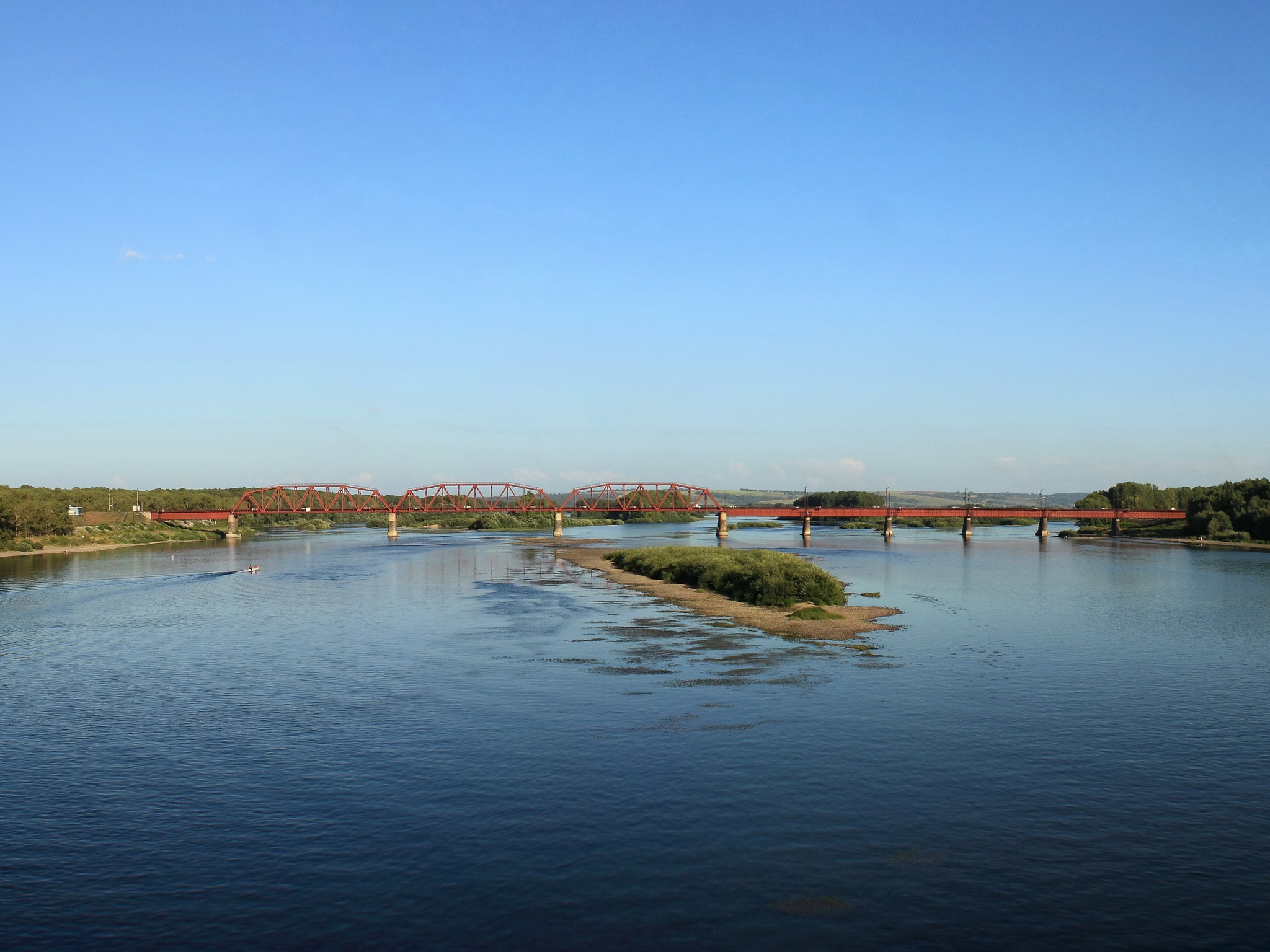
Most kolejowy nad Tomem
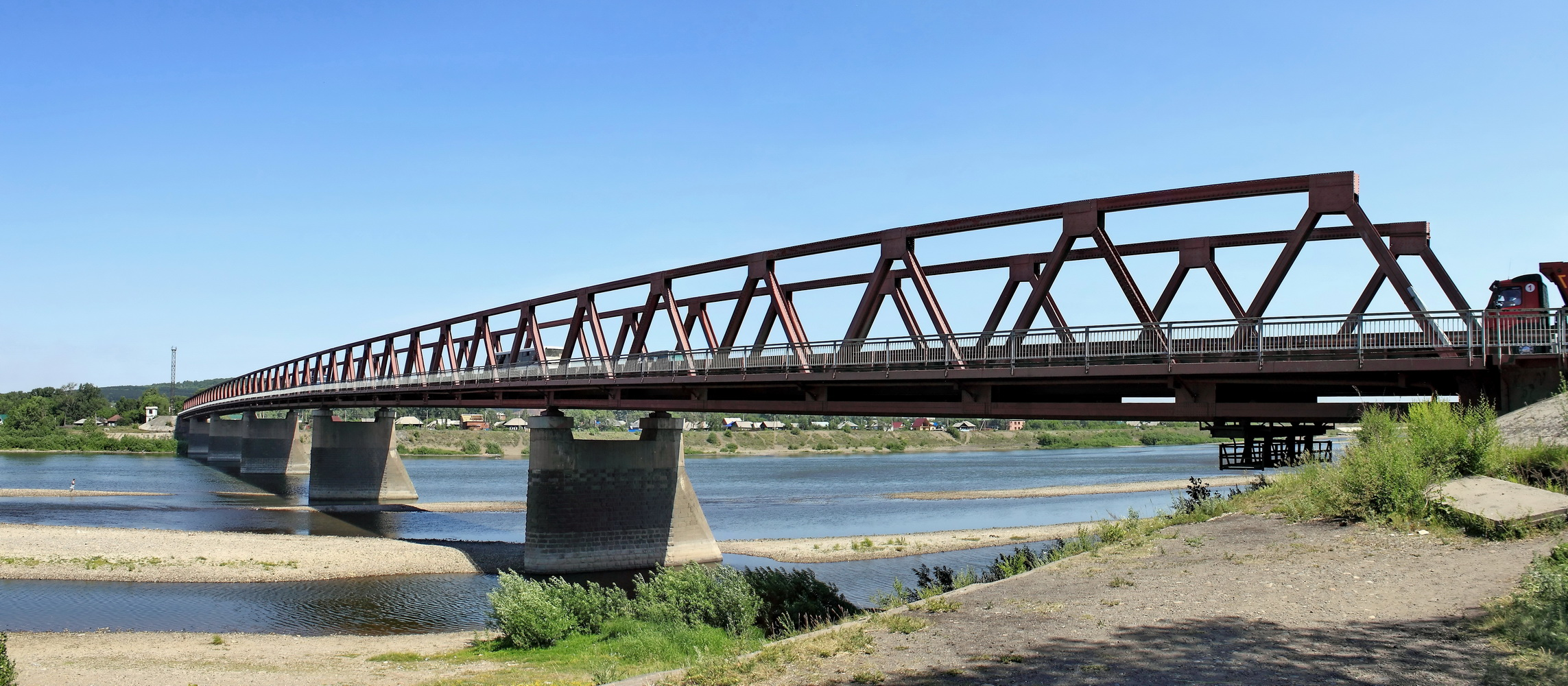
Most Bajdajewski
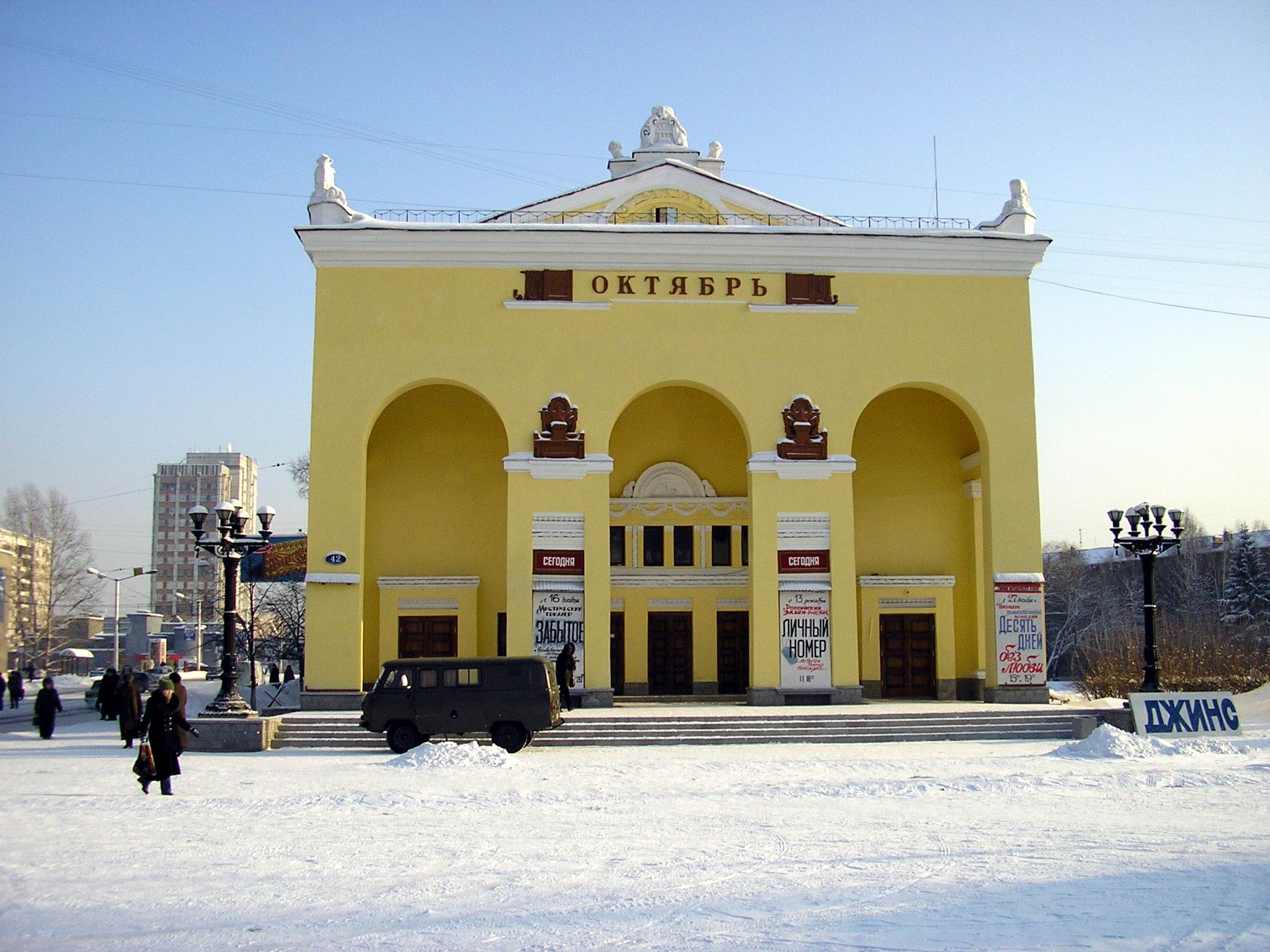
Kinoteatr Oktabrski
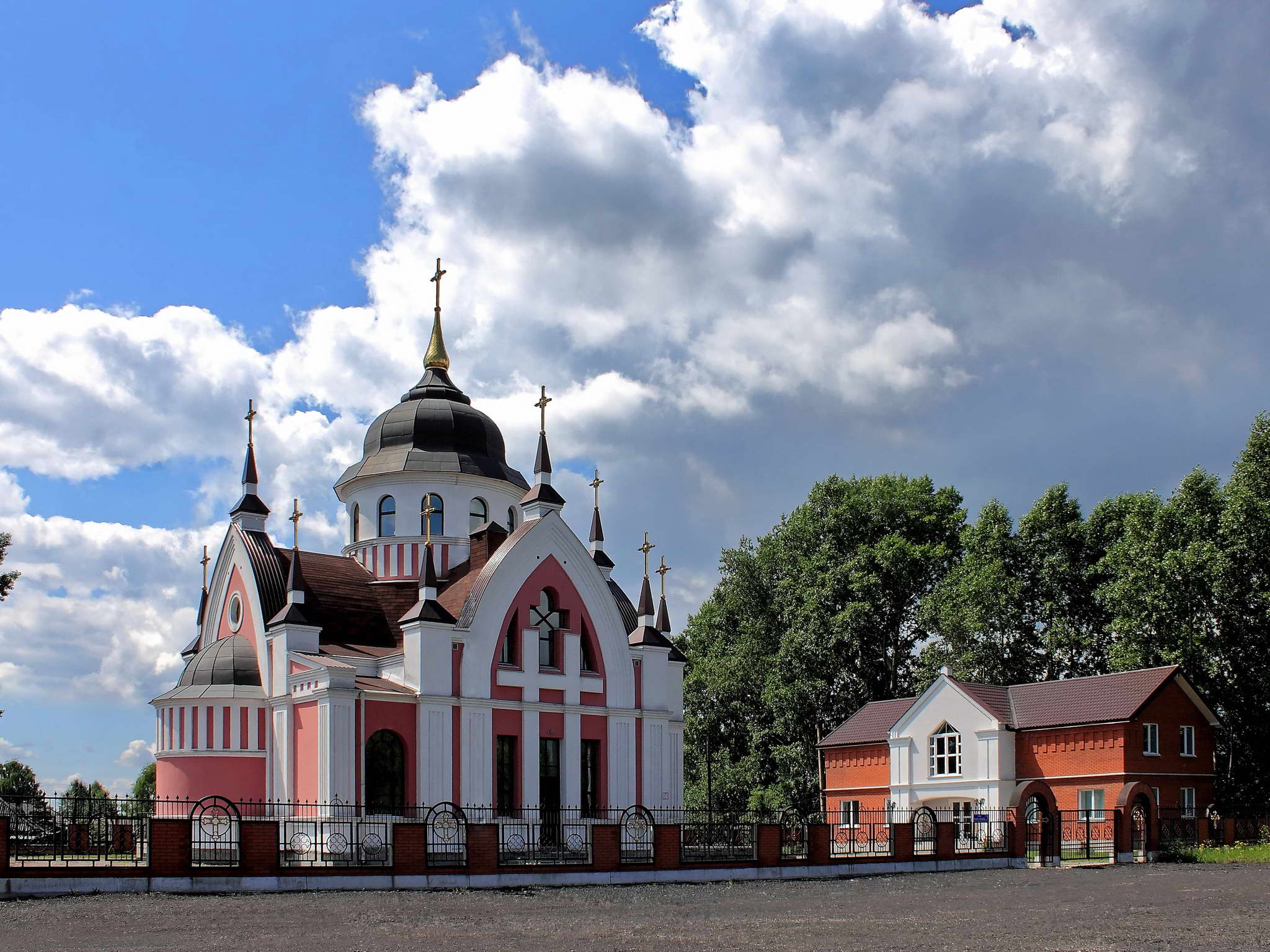
Kościół św. Jana Złotoustego
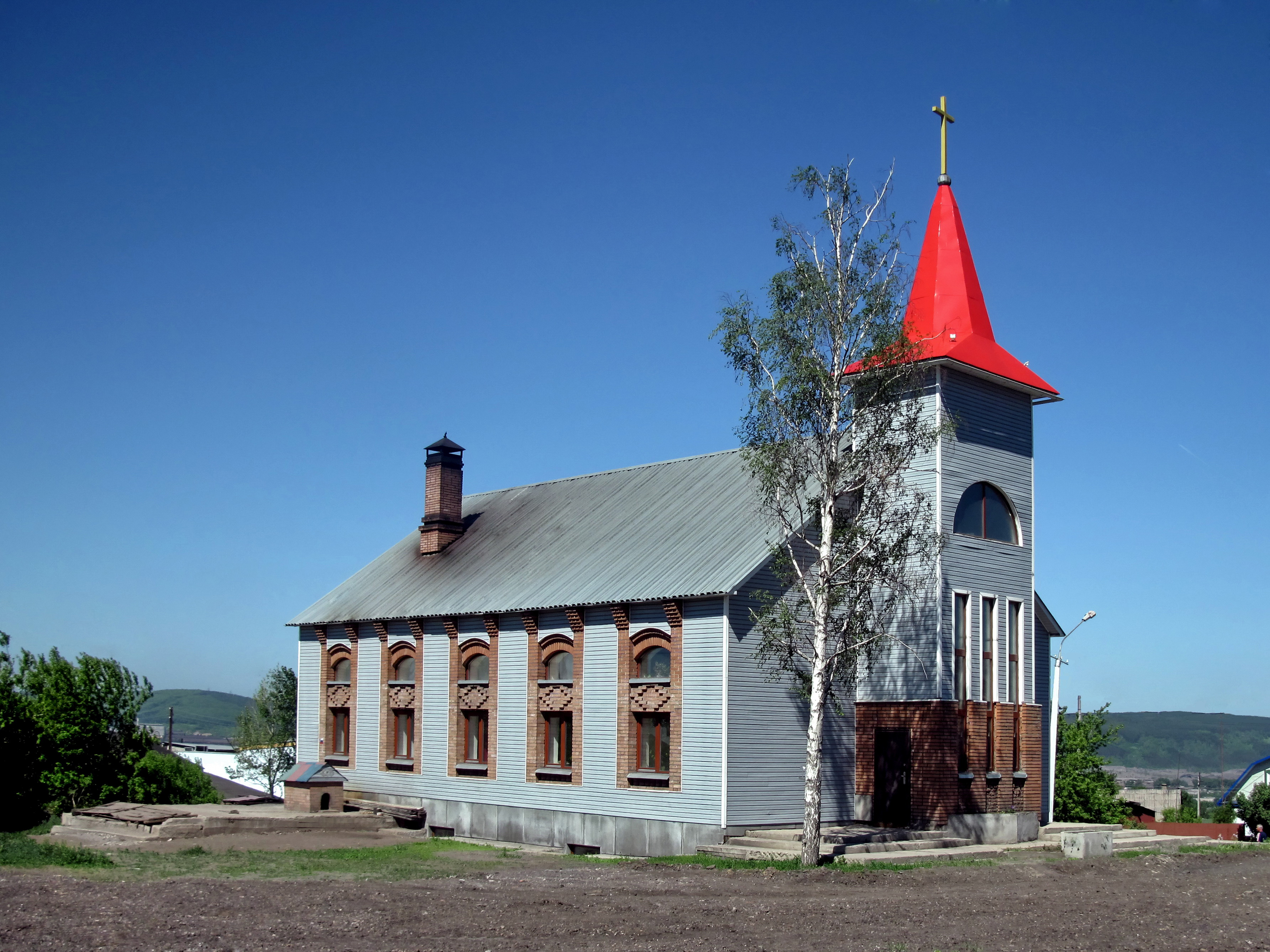
Kościół Adwentystów Dnia Siódmego
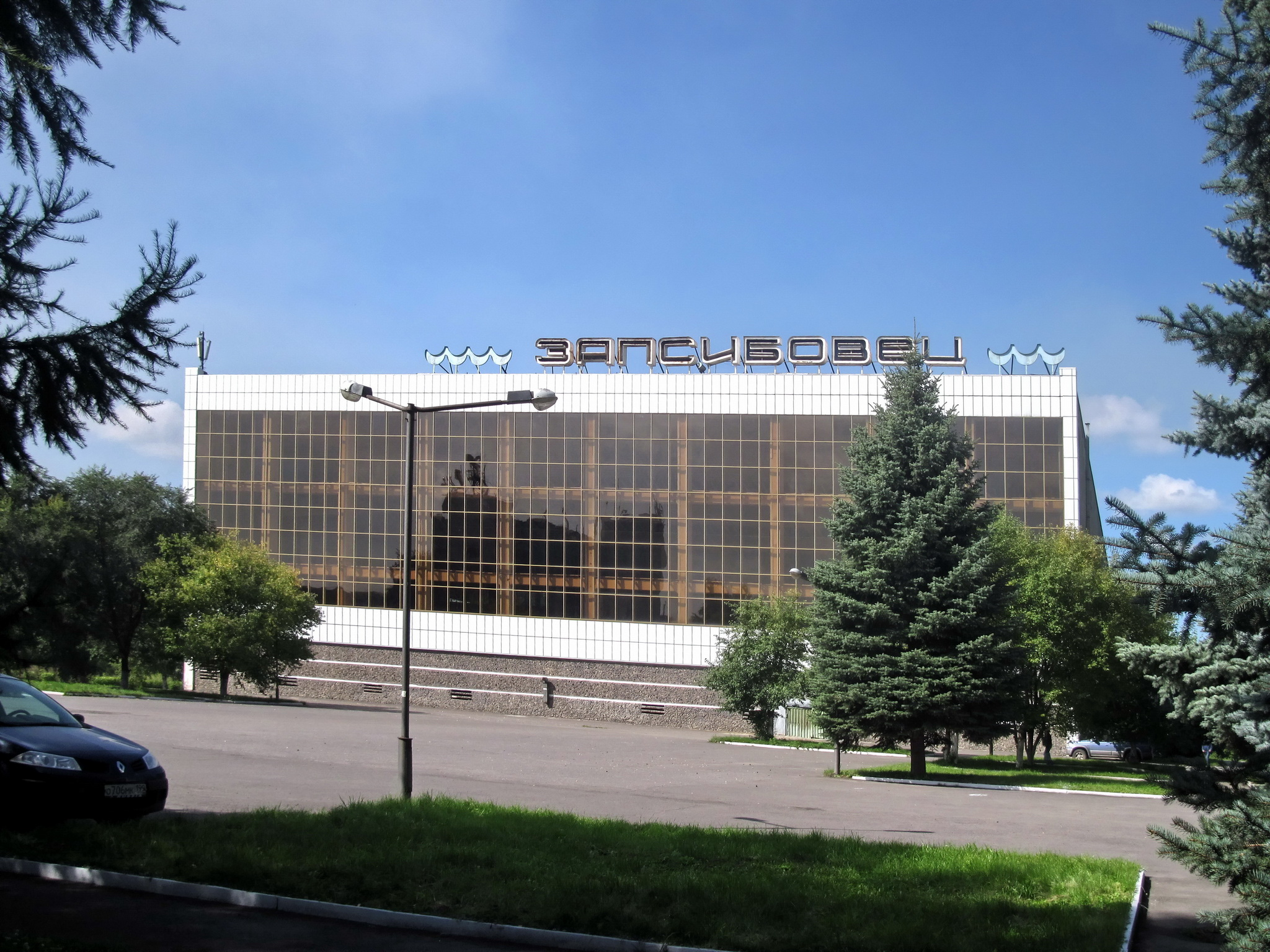
Basen Zapsibowiec